# Вовківка (Шосткинський район)
Вовкі́вка — село в Україні, у Шалигинській селищній громаді Шосткинського району Сумської області. Населення становить 104 осіб. До 2016 орган місцевого самоврядування — Ходинська сільська рада.

## Географія
Село Вовківка розташоване біля витоків річки Лапуга, нижче за течією на відстані 1.5 км розташоване село Ходине.
Поруч пролягає залізниця, станція Гудове.
За 1.5 км пролягає кордон із Росією.

## Історія
12 червня 2020 року, відповідно до розпорядження Кабінету Міністрів України № 723-р «Про визначення адміністративних центрів та затвердження територій територіальних громад Сумської області», село увійшло до складу Шалигинської селищної громади.
19 липня 2020 року, в результаті адміністративно-територіальної реформи та ліквідації Глухівського району, село увійшло до складу новоутвореного Шосткинського району.

#### Російське вторгнення в Україну (з 2022)
26 серпня 2024 року російські загарбники продовжували обстрілювати прикордонні території Сумської області. Зокрема в селі було зафіксовано  8 вибухів, ймовірно міномет 120 мм.    
16 липня 2024 року російські війська обстріляли село. Зафіксовано 1 вибух, ймовірно ФПВ-дрон.   
11 серпня 2024 року село обстріляв агресор. Як повідомили в оперативному командуванні «Північ» зафіксовано 3 вибухи, ймовірно КАБ.  
17 серпня 2024 року оперативне командування «Північ» повідомило про обстріли Сумської області. Серед постраждалих населених пунктів село Вовківка – 2 вибухи, ймовірно скид ВОГ з БПЛа.     
29 серпня 2024 року зафіксовано два вибухи КАБ.     
30 серпня 2024 року зафіксовано 11 вибухів з мінометів 120 мм.     

## Символіка
На гербі села зображений вовк що відображає назву населеного пункту (герб є промовистим). В правій лапі він тримає булаву, що відображає приналежність до України, та знаходження села на кордоні. Контури хвойних дерев вгорі символізують місце проживання вовків, та лісові масиви біля села.

## Назва
На території України 5 населених пунктів із назвою Вовківка.